# Регионално депо за отпадъци, Ямбол
„Регионалното депо за твърди битови отпадъци в Ямбол“ е проект на община Ямбол и Министерството на околната среда и водите, подготвян и осъществяван без съгласието на местните жители.
Предвижда се депото да бъде изградено в землищата на селата Дражево и Хаджидимитрово, община Тунджа, в непосредствена близост до съществуващото сметище на община Ямбол.

## Предистория
Депонирането на битови отпадъци от град Ямбол на съществуващото сметище е започнало през 1968 г., без да е взето съгласието на жителите на селата Дражево и Хаджидимитрово, в чиито землища е разположено. През този период село Дражево е било център на отделна община. През 1971 г. община Дражево е закрита, като селата се присъединяват към град Ямбол с Решение на Ямболския окръжен народен съвет от 05.05.1971 г., обн. ДВ бр. 45/08/06/1971 г. През 1987 г. Дражево и Хаджидимитрово влизат в състава на новообразуваната община Тунджа с Указ 3005 на Държавния съвет на НРБ от 06.10.1987 г., обн. ДВ бр. 78/09/10/1987 г. 
Със сметището, обаче, продължава да се разпорежда община Ямбол, въпреки че актовете за собственост на нейните терени са издадени едва на 13 май 2002 г. 
С протокол № 10/22.05.1990 г. Общинският народен съвет в Ямбол определя „Площадка за разширение на сметището на гр. Ямбол“ в размер на 80 дка при граници: на север – съществуващо сметище и от останалите страни – необработваема земя – мера. В протокола на комисията, определила площадката /от 28.11.1989 г./ е посочено, че тя отстои на около 2300 m от най-близкото населено място и около 300 m от земя за земеделско ползване, собственост на МНО.
През 1992 г. е изготвен проект за обект „Склад за контролирано хигиенно обезвреждане на ТБО гр. Ямбол“, вследствие на който на 31 декември 1993 г. от община Ямбол е издадено Строително разрешение №55, с което се разрешава строителство на обект: „Сметище“. В резултат са изградени подобекти „Външно водоснабдяване“ и „Телефонен кабел“. Самото строително разрешение е спорно, тъй като според действащия към момента Закон за териториално и селищно устройство, строителните разрешения се издават от главния архитект на общината, на чиято територия ще се изгражда обектът. Тоест строителното разрешение би трябвало да бъде издадено от община Тунджа, а не от община Ямбол. По този повод са изпратени сигнали от Коалиция за устойчиво развитие до ДНСК-София, вх. № Я-1248-11-475/09.06.2011 г., и Инициативен комитет – Ямбол, вх. № Я-1248-11-084/03.06.2011 г.
Вследствие на промени в законодателството относно изискванията към строителството на депа за отпадъци през 2000 г. е изготвен проект „Актуализация на проекта за разширение на депо за ТБО на гр. Ямбол“ с възложител общинското дружество „Комуналуниверс“ ЕООД, оператор на депото. За проекта е изготвен доклад за оценка на въздействието върху околната среда /ДОВОС/ по договор между „Комуналуниверс“ и ЕТ „инж. Златка Жечева“ от 20.11.2001 г.
С решение по ОВОС № 10 – 2/2002 г. на 28.10.2002 г. директора на РИОСВ-Стара Загора разрешава реализацията на инвестиционния проект за обект „Актуализация на проекта за разширение на депо за ТБО на гр. Ямбол“.
Поради факта, че част от терена, предвиден за разширение на депото се оказва собственост на община Тунджа е проведена процедура по закупуване на нови парцели. След закупуване на терена от община Ямбол, с Писмо Изх.№06-00-172/03.11.2005 г. кметът на община Ямбол на основание чл. 124, ал.4 от ЗУТ иска разрешение за изработване на ПУП за обект: Регионално депо за твърди битови отпадъци, находящо се в землищата на селата Дражево и Хаджидимитромо, община Тунджа“. Вследствие на молбата, Областният управител Васил Петров разрешава изработването на ПУП (Разрешение №ДС04/0223 – 25.11.2005 г.) – имоти: № 32048 с площ 55,200 дка в м. „Гол баир“, Хаджидимитрово; ОКЕ 133 с площ 72,100 дка в землището на с. Хаджидимитрово; ОКЕ 215 с площ 24,805 дка в м. „Кантона“, землището на с. Дражево за Регионално депо за твърди битови отпадъци.
Във връзка с чл.99, ал.9 от Закона за опазване на околната среда, РИОСВ – Стара Загора с Писмо Изх. № 4088/17.11.2005 г. презаверява Решение по ОВОС №10 – 2/2002 г.

## Комплексно разрешително
С писмо изх. № 55-04-03/09.02.2007 г. вх. № 313-С3-765/12.02.2007 г. Община Ямбол подава в ИАОС разработка на Заявление за издаване на комплексно разрешително за строителство и експлоатация на „Депо за твърди битови отпадъци на гр. Ямбол“. В процеса на съгласуване между различните дирекции на МОСВ, РИОСВ-Стара Загора и Басейнова дирекция – Пловдив са подадени общо 4 броя заявления за издаване на комплексно разрешително, всички от община Ямбол, от 2.07.2007 г., 6.07.2007 г., 20.7.2007 г. и последното допълнение е от 03.08.2007 г. Всички те касаят по същество депо за ТБО Ямбол. В рамките на процедурата по издаване на разрешителни, едва след подаване на последното окончателно завление от 03.08.2007 г., което е по същество идентично с първите три, Дирекция „Управление на отпадъците“ към МОСВ отбелязва в свое становище, че записът на обект „Комплексно разрешение депо за неопасни отпадъци на община Ямбол“ предполага, че депото ще бъде общинско. В същото време обръщат внимание, че в инвестиционната програма за управление на отпадъците е включен проект „Регионално депо за битови отпадъци“ за Ямбол, Нова Загора, Тунджа, Сливен и Стралджа. Проектът предвижда разширение на депото за битови отпадъци Ямбол, с оглед превръщането му в регионално депо. В тази връзка въпросната Дирекция „Управление на отпадъците“, счита че в комплексното разрешение следва да се промени наименованието и обхвата на комплексното разрешение //
С писмо изх. № 313-С3-765/29.11.2007 г. вх. № 04-05-430/30.11.2007 г. ИАОС уведомява Община Ямбол, че е открит обществен достъп до „Регионално депо за битови отпадъци от населените места в общини Ямбол, Нова Загора, Тунджа, Сливен и Стралджа“.
С писмо изх. № 04-05-430/28.12.2007 г., вх. №№ 313-С-3-765/3 януари 2008 г. и 313-С-3-765/9 януари 2008 г., кметът Георги Славов заявява, че Община Ямбол приема промените в проекта за Комплексно разрешително и обособяването му. Но посочва, че "обявеният от тях проект на Комплексно разрешително не е съобразен с предвидените промени и количества на генерираните отпадъци, както и всички останали параметри, засягащи останалите общини, включени в проекта за Комплексно разрешително за „Регионално депо за отпадъци“. Данните и информацията в разработеното заявление са от техническия проект само на община Ямбол."
Общините Тунджа и Сливен също възразяват срещу проекта за Комплексно разрешително за регионално депо. С писмо изх. № 0400 – 441/20.12.2007 г., вх. № 313-С3-765/27.12.2007 г., кметът на община Тунджа Георги Георгиев възразява срещу проекта за Комплексно разрешително за Регионално депо, поради нарушаване на процедурата. Посочва, че проектният капацитет на депото /396 357 т/г/ е с разчет за количествата на ТБО на Община Ямбол, което е пряко обвързано със срока на експлоатация на депото. Допълва, че по неофоциални данни само количествата битов отпадък на общините Ямбол, Нова Загора, Тунджа, Сливен и Стралджа е 124 000 т/г и надвишават многократно заявения проектен капацитет от 30 537 т/г. Категоричен е, че промяната в комплексното разрешително води автоматично до промяна на инвестиционното намерение и спиране на започнатата процедура.
С писмо изх. № 12-00-484/20.12.2007 г., вх. № 313-С-3-765/8 януари 2008 г., е изпратено възражение от кмета на община Сливен Йордан Лечков относно капацитета на депото от 396 357 т, който ще се окаже недостатъчен за обслужване на всички общини, посочени в проекта за комплексно разрешително. Посочва, че само град Сливен депонира годишно 68 206 т отпадъци. Като се прибавят и останалите населени места от община Сливен, количеството отпадъци може да достигне около 75 000 т/г.
Община Ямбол потвърждава своята позиция и на проведените консултации в МОСВ през февруари 2008 г. На същата среща е взето решение да се представи допълнителна информация за количествата отпадъци на останалите 4 общини Тунджа, Стралджа, Сливен и Нова Загора.
С писмо изх. № 12/0032 от 05.03.2008 г., вх. № 313-С3-765/10.03.2008 г., община Ямбол изпраща информация, че прогнозните дневни и годишни количества отпадъци за общините Ямбол, Нова Загора, Тунджа, Сливен и Стралджа, са 324,020 т/24 ч., 114 332 т/г, като е отбелязано, че количествата са прогнозни, тъй като за част от населените места няма организирано сметосъбиране и сметоизвозване.
С Решение № 225-Н0-И0-А0/2008 г. от 24.04.2008 г. министърът на околната среда и водите издава Комплексно разрешително за РЕГИОНАЛНО ДЕПО за битови отпадъци от населените места в общини Ямбол, Нова Загора, Тунджа, Сливен и Стралджа.
Със заповед № 229-Н0-И0-А0/2008 г. от 27.05.2008 г. министърът на околната среда и водите Джевдет Чакъров НЕ ИЗДАВА Комплексно разрешително за „Депо за неопасни отпадъци на община Ямбол“, с. Хаджидимитрово, поради невъзможност за прилагане на чл.121, т.1 и чл.123 ал.2 от ЗООС и разпорежда експлоатацията на депото да бъде ПРЕУСТАНОВЕНА в срок до 16.07.2009 г.//

## Проект за регионално депо
С Решение на № 26/10.11.2008 г. на ръководителя на Управляващия орган по Оперативна програма „Околна среда 2007 – 2013 г.“ и Договор за безвъзмездна финансова помощ № 58231-СО 15/29.12.2008 г. е финансиран проекта на община Ямбол № 58231-23-327 „Техническа помощ за създаване на система за интегрирано управление на отпадъците в регион Ямбол (общини Ямбол, Сливен, Нова Загора, Тунджа и Стралджа)“ //.
Проектът е на стойност 1 252 080 лв., от които община Ямбол усвоява 411 173 лв. Управляващият орган по ОП „Околна среда“ е отказал да възстанови разходи от 100 000 лв. по проекта. Причината е, че при подписването на договорите с фирмите – изпълнители, общината не е изискала от тях декларации за липса на задължения по Закона за обществените поръчки.//
Изготвената по проекта „Техническа помощ за създаване на система за интегрирано управление на отпадъците в регион Ямбол (общини Ямбол, Сливен, Нова Загора, Тунджа и Стралджа)“ проектна документация за регионално депо Ямбол /първи етап – изграждане на 1 и 2 клетка, сепарираща, компостираща и рециклираща инсталация/ е внесена в МОСВ на 31 август 2011 г. под № DIR-512122-5-71.
На 19 и 20 декември 2011 г. в Ямбол, Стралджа, Сливен, Нова Загора и селата Дражево и Хаджидимитрово са проведени обществени обсъждания на изготвения по същия проект за техническа помощ доклад за оценка на въздействието върху околната среда. Процедурата по ОВОС е прекратена с Решение № КОС-01-1645-ПРК/2012 г. на директора на Регионалната инспекция по опазване на околната среда /РИОСВ/ – Стара Загора, тъй като на 31 януари 2012 г. Община Ямбол е оттеглила инвестиционното си предложение за „Изграждане на Регионален център за управление на отпадъците, регион Ямбол, обслужващ общини Ямбол, Сливен, Нова Загора, Тунджа и Стралджа“, вследствие на гражданските протести преди и по време на обществените обсъждания на доклада.
Същевременно на 21 януари 2012 г. в МОСВ е проведена среща на министър Нона Караджова с кметовете на общините Ямбол, Тунджа, Стралджа, Нова Загора и Сливен. От официален отговор на МОСВ става ясно, че на тази среща е решено проектът да бъде преработен, като се изгради само клетка 1 на избраната площадка, а отпадъците да се дадат за сепариране без конкурс на частна фирма.
Преработеният проект отново е внесен в МОСВ, но със стария номер – от 31 август 2011 г. Докладът от проведената оценка на проектното предложение е от дата 28 август 2012 г. На 17 септември 2012 г. с Решение № 298 ръководителят на Управляващия орган по ОП „Околна среда“ Малина Крумова подписва разрешение за отпускане на 29 389 564,13 лв., от които 24 981 129,51 лв. от Европейския фонд за регионално развитие на ЕС и 4 408 434,62 лв. национално съфинансиране от държавния бюджет.
Парите са предвидени за:
- актуализиране на проекта за рекултивация на съществуващата клетка на общинското сметище на община Ямбол

## Граждански протести
Първите жалби срещу сметището в землищата на селата Дражево и Хаджидимитрово са още от 1976 г. Жители на село Дражево протестират с писмо пред Градския Народен съвет – гр. Ямбол, че бунището в местността „Гол баир“ им замърсява водоизточниците. През март 2010 г., след като разбират, че се предвижда разширяване на съществуващото сметище в регионално, жителите на Дражево изпращат отново протест до МОСВ и областния управител.
През март 2011 г. е учреден Инициативен комитет от жители на селата Дражево и Хаджидимитрово против изграждането на регионално депо на определената от МОСВ и община Ямбол площадка в землищата на двете села. Изпратени са възражения до Министерския съвет, Общински съвет Ямбол, Регионалната инспекция по опазване и контрол на общественото здраве – Ямбол, Басейнова дирекция – Пловдив, РИОСВ-Стара Загора, община Тунджа, Областна администрация – Ямбол, Министерство на здравеопазването, Парламентарната комисия по околната среда и водите към Народното събрание, Министерство на земеделието и храните, кмета на Община Ямбол, МОСВ, Министерство на регионалното развитие и благоустройството, Дирекция „Кохезионна политика за околна среда“ при Европейския съюз, Европейски фонд за регионално развитие, Общински съвет „Тунджа“.
На 11 май 2011 г. е изпратена жалба от Инициативния комитет до МОСВ и РИОСВ-Стара Загора за незаконно изграденото от община Ямбол сметище край селата Хаджидимитрово и Дражево с искане за разпореждане за незабавното му затваряне.
На 10 юни 2011 г. Граждански комитет от Ямболска област организира протестен автопоход до Хисаря, където връчи на представителя на Европейската комисия Карсен Расмунсен Петиция срещу проекта за изграждане на Регионално депо за отпадъци край село Хаджидимитрово. Петицията се позовава на пълна конфронтация на проекта на община Ямбол с основни пунктове от заключенията на Европейската федерация за управление на отпадъци и екология, направени по приложение на Директивата за сметище на 18 март 2011 година в Прага и коренна противоположност с изводите на доклада „Стратегии и мерки за ускоряване на решенията по утилизация на отпадъците“. 
Следват сигнали до Комисията по петициите в Европейския парламент, председателя на ЕК Жозе Барозу, комисаря по околна среда Янез Поточник, комисаря по здравеопазване и потребители Джон Дали, комисаря по бюджет и финансово планиране Януш Левандовски, членовете на ЕП от България, националния омбудсман... Организирани са подписки срещу изграждането на регионалното депо. 
Сигнали срещу изграждането на Регионалното депо край Ямбол изпращат също от Коалиция за устойчиво развитие и Гражданско движение за борба с организираната политическа престъпност /ГДБОПП/.
Опасенията на гражданите, че проектът пряко вреди на здравето на хората и компонентите на околната среда, се потвърждават и от становища на независимите експерти проф.д-р Мария Златева /независим експерт към НПО „Федарация ИНТЕРЕКО 21“, международен експерт по обработка на отпадъците, експерт на Института „Политика за Земята“ към Белия дом, Вашингтон/ , арх. Любомир Пеловски /член на УС на Съюза на българските архитекти, ексминистър на МРРБ/,  Дончо Иванов /председател на УС на ГС „Хармония“, член на Комитета по наблюдение на ОП „Околна среда“, член на Висшия експертен екологичен съвет към МОСВ, член на Българската асоциация по водите/, посланик Христо Халачев /зам.-председател на Експертен съвет на Коалиция за устойчиво развитие/ и проф. д-р Пенчо Пенчев /председател на Институт за устойчиво развитие/.  Тези становища са поискани от председателя на Общински съвет – Ямбол /2011 г./ Наско Стефанов във връзка се решение на ПК „Териториално устройство“. 

На проведените на 19 и 20 декември 2011 г. обществени обсъждания на доклада за оценка на въздействието върху околната среда за регионалното депо, жители на Ямбол и селата Дражево и Хаджидимитрово изразиха категоричното си несъгласие депото да бъде изградено на избраната от община Ямбол площадка в землищата на Дражево и Хаджидимитрово. Становища срещу доклада изпращат от сдружение „Движение с екологична насоченост“, жители на селата Дражево и Хаджидимитрово. Писмено становище до РИОСВ изпраща и кметът на община Тунджа Георги Георгиев. Освен забележки по ДОВОС, в становището кметът Георги Георгиев настоява за незабавно закриван на съществуващото сметище на община Ямбол, тъй като, според експертите, то е изключително вредно за здравето на хората от Дражево и Хаджидимитрово и за околната среда. 

## Нарушенията на европейското законодателство в проекта
С консултации на служители от МОСВ през 2011 г. община Ямбол раздробява проекта на части, за да не загубят европейското финансиране. На 17 октомври 2012 г. е подписан договора за финансиране. В преработения проект е включена само Клетка 1 – защото за нея има издадено решение по ОВОС от 2002 г. (макар и загубило правно действие). Клетка 2 не е включена в проекта, защото проучванията доказват, че се налага нейното разширяване, но ОВОС за това няма. Отделно – без да се анализира кумулативния ефект, се разглеждат:
- изграждането на ретензионен басейн с капацитет, необходим за 4 клетки;
- изграждането на отводнителен канал и канализация с обем, необходим за 4 клетки.
За тях МОСВ издава през 2012 г. отделно решение (необвързано с Комплексното разрешително), че не е необходимо извършване на ОВОС и на ЕО, тъй като не попадат в приложение 1 на Директивата за ОВОС за задължителна оценка. Това решение на МОСВ е отменено на първа инстанция от Върховен административен съд въз основа на жалба от „Движение с екологична насоченост“.
15 дни преди решението на втората инстанция министър-председателят Орешарски е в Ямбол на среща с кметовете и областния управител и ясно заявява пред журналистите, че проблемът със сметището ще се реши и ще започне неговото изграждане. Действително втората инстанция на ВАС потвърди жалбата на МОСВ с мотив – „инвестиционното предложение не касае изграждането на „Регионалното депо за неопасни отпадъци от общини Ямбол, Нова Загора, Тунджа, Сливен и Стралджа – първи етап /клетка 1/“, а изграждането на „линейни елементи на техническата инфраструктура“ на депото“.
За утвърждаване на подробните устройствени планове за ретензионния басейн и елементите на техническата инфраструктура (съгласувани с МОСВ без ОВОС) на 30 септември 2014 г. беше издадена заповед от областния управител. Тази заповед гражданите и неправителствените организации не могат да обжалват, заради категорична забрана в българския Закон за устройство на територията. Това е абсолютно нарушение на Орхуската конвенция, за което има становище от 2012 г. на Икономическата комисия на ООН за Европа. Но българските управници и съдът не се съобразяват с него.
С проекта за Регионално депо-Ямбол, I етап са нарушени:
Директива 2011/92/ЕС относно оценката за въздействието на някои публични и частни проекти върху околната среда (чл.3 и чл.4 параграф 3), дори и след нейните изменения;
Директива 1999/31/ЕО относно депонирането на отпадъци (чл.7, Приложение I, т.1.1, т.1.2, т.2 и т.3);
Директива 2008/98/EО относно отпадъците (чл.4, чл.13 и чл.31);
Директива 2008/1/ЕО за комплексно предотвратяване и контрол на замърсяването (чл.6 и чл.8, Приложение 1 т.5.4);
Директива 2000/60/ЕО, установяваща рамката за действията на Общността в областта на политиката за водите – чл.4;

## Искания за референдум
На 48-о заседание, проведено на 30 юни – 1 юли 2011 г., Общинският съвет в Ямбол гласува "във връзка с чл.21, ал.1, т.20 от ЗМСМА, чл.26, ал.1 и чл.27, ал.1 от Закона за пряко участие на граждани в държавната власт и местното самоуправление и чл.17, ал.2 от Закона за общинския дълг решението за кандидатстване съвместно с общините от регион Ямбол с проект „Изграждане на регионален център за управление на отпадъците, регион Ямбол“ размерът на общинския дял в общата стойност на проекта, както и начина на неговото осигуряване да бъдат определени след провеждане на местен референдум".
Кметът на Ямбол оспорва решението на Общинския съвет пред Административен съд – Ямбол. Със свое определение № 267 от 18.10.2011 г. Административен съд – Ямбол остави без разглеждане жалбата на кмета и прекрати съдебното производство.
След провеждането на местните избори 2011 г., новоучреденият Общински съвет даде съгласие, без провеждане на референдум, община Ямбол да кандидатства съвместно с общините от регион Ямбол с проект „Изграждане на регионален център за управление на отпадъците, регион Ямбол“, по Процедура за директно предоставяне на безвъзмездна финансова помощ по приоритетна ос 2 „Подобряване и развитие на инфраструктурата за третиране на отпадъци“ на оперативна програма „Околна среда 2007 – 2013 г.“ 
На 6 януари 2012 г. жителите на селата Дражево и Хаджидимитрово учредиха Инициативен комитет по Закона за пряко участие на гражданите в държавната власт и местното самоуправление и внесоха официално искане с подписка до Общински съвет „Тунджа“ за насрочване на местен референдум с въпрос: „Съгласни ли сте в землищата на селата Дражево и Хаджидимитрово да има сметище?“. След тайно гласуване на 12 април 2012 г. Общински съвет „Тунджа“ отказа провеждането на референдума 